# إيوان (موسيقي)
إيوان هو موسيقي إيطالي، ولد في 1984.